# Människor under molnen
Människor under molnen är ett album av den svenska popgruppen Ratata, utgiven 1989.

## Låtförteckning
1. Himlen - 4:53
2. Clarence - 4:32
3. Människor som hör ihop - 4:52
4. Han kom aldrig igen - 3:08
5. Demonerna - 4:08
6. En herrelös hund - 2:01
7. RB - 0:57
8. Glad att det är över - 3:32
9. Där går hon - 3:18
10. Kung av ingenting - 3:57
11. RB2 - 1:14
12. Den som söker - 4:30
13. Eira - 4:57

Alla låtar är skrivna av Mauro Scocco och Johan Ekelund, utom 1, 2, 5, 6 av Mauro Scocco.

## Ratata
- Mauro Scocco
- Johan Ekelund

## Gästmusiker
- Sång: Plura Jonsson (på Clarence)
- Kör: Titiyo Jah, Per Øystein Sørensen
- Trummor, Slagverk: Magnus Persson, Per Lindvall
- Trombon: Nils Landgren
- Cello: Henrik Jansson
- Saxofon: David Wilczewski

## Listplaceringar
| Lista (1989-1990) | Position |
| ----------------- | -------- |
| Sverige           | 2        |